# Publius Vergilius Maro

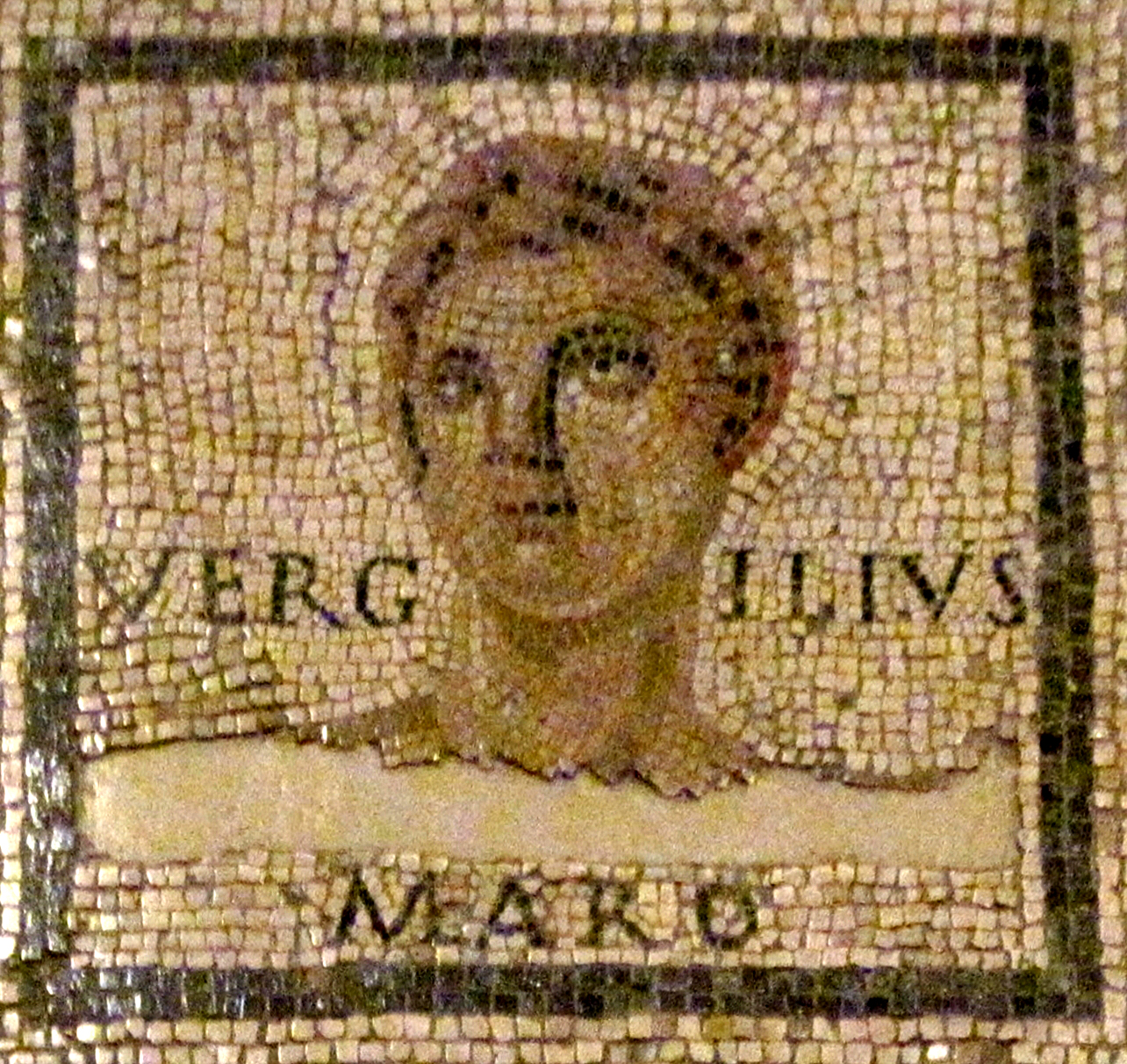
Publius Vergilius Maro. Mozaic în Landesmuseum din Trier (Germania)

Publius Vergilius Maro (cunoscut în limba română ca Virgiliu, n. 15 octombrie 70 î.Hr., Andes/azi Virgilio – d. 19 î.Hr., Brundisium/azi Brindisi) a fost un poet latin, autor al epopeii în versuri Aeneis („Eneida”), considerată epopeea națională a romanilor. Multe din datele biografice nu sunt sigure, cele mai multe informații datează din perioada antică târzie sau provin din legende ale evului mediu timpuriu.

## Biografie

### Împrejurări istorice
- 60 î.Hr. - Primul triumvirat: Caesar, Pompeius, Crassus.
- 49 î.Hr.-48 î.Hr. - Războiul civil între Caesar și Pompeius.
- 43 î.Hr. - Al doilea triumvirat: Octavianus, Marcus Antonius, Lepidus.
- 42 î.Hr. - Bătălia de la Filippi, triumvirii îi înving pe republicani.
- 31 î.Hr. - Victoria lui Octavianus la Actium împotriva lui Marcus Antonius.
- 27 î.Hr. - Instituirea imperiului (Principatus) sub conducerea lui Octavianus, care primește din partea senatului titlul de Augustus (măreț, grandios, sublim, venerat). Reorganizarea statului roman, asigurarea păcii (Pax romana) și restaurarea vechilor tradiții (mos majorum) favorizează o puternică înflorire economică, socială și culturală ("Secolul lui Augustus").

Virgiliu s-a născut în anul 70 î.Hr. la Andes (probabil Pietole de astăzi), lângă Mantova (Gallia Cisalpină) într-o familie de agricultori. Primește însă o educație aleasă la Cremona, Mediolanum (azi Milano) și în sfârșit la Roma, unde studiază Retorica, Medicina și Astronomia, fiind elev al retorului Marcus Epidius. Frecventează cenaclul lui Asinius Pollio, de factură neoterică. La Neapolis (azi Neapole), studiază greaca cu poetul și gramaticul Parthenius și mai ales filosofia cu epicureanul Siron. Din această perioadă datează și primele încercări literare, scrieri cuprinse în Appendix Vergiliana, poeme minore atribuite tânărului Virgiliu, dar în mare măsură apocrife. Se alătură cercului literar al "poeților noi" (poetae novi). Opera De rerum natura a lui Lucrețiu îi servește ca model, fără a accepta că Lucrețiu nega imortalitatea sufletului.
Succesul primei culegeri în versuri, Bucolice, precum și bogata sa cultură, îi înlesnesc accesul în cercul lui Maecena, la îndemnul căruia va scrie celelalte opere. Se bucură de prețuirea împăratului Augustus.
Ultimii 30 de ani ai vieții îi petrece la țară, lângă Neapolis, consacrându-se exclusiv creației. Virgiliu moare la Brindisi, în timp ce se întorcea dintr-o călătorie în Grecia.

## Opera

### Bucolicele
Bucolicele (de fapt: Eclogae vel bucolica), prima operă aparținând cu siguranță lui Vergilius, este compusă din 10 cărți și reflectă certe influențe epicureice. Au fost scrise între anii 42 î.Hr. și 39 î.Hr. sub influența evenimentelor dramatice ale anului 41 î.Hr. când, după campania din nordul Italiei, au fost expropriate terenuri agricole pentru a împroprietări pe veteranii bătăliei de la Filippi. Sub forma unui dialog între doi păstori, Tityrus și Meliboeus, Vergilius evocă dificultățile țăranilor deposedați de pământ. Se pare că poetului însuși i se confiscase o parte din pământurile familiei, fiindu-i redate la intervenția împăratului Octavian Augustus în persoană. În poem sunt descrise priveliști naturale, scene din viața păstorilor și agricultorilor, se glorifică virtuțile Romei și personalitatea lui Augustus.

### Georgicele
Georgicele (Georgica, din Limba greacă: gé "pământ" + érgon "lucrare" = georgós "agricultor"), operă didactică în patru cărți scrisă în hexametri, compusă între anii 37 î.Hr.-30 î.Hr. la sugestia lui Maecena, cu scopul de a sprijini redresarea agriculturii italice. Astfel, prezentând frumusețile vieții și muncii de la țară, poetul urmărește să readucă pe ogoare mulțimea de țărani care își părăsiseră locurile natale, pentru a deveni "clienți" ai persoanelor înstărite din Roma. Vergilius a folosit izvoare din literaturile greacă și latină: Hesiod Erga kai Hêmerai ("Lucrări și Zile"), Teofrast Historia Plantarum ("Istoria plantelor"), Cato cel Bătrân De re rustica ("Asupra vieții la țară"), Varro Rerum rusticarum sive De agricultura ("Lucruri de la țară sau Despre agricultură"), Lucrețiu De rerum natura ("Despre natura lucrurilor"). Cele patru cărți ale operei tratează următoarele teme: I. Cultivarea pământului și păstoritul; II. Cultivarea plantelor, în special a viței de vie și a măslinilor; III. Creșterea animalelor; IV. Descrierea apiculturii, cu o metaforă cuprinzând o viziune stoică asupra vieții în societate.

### Eneida

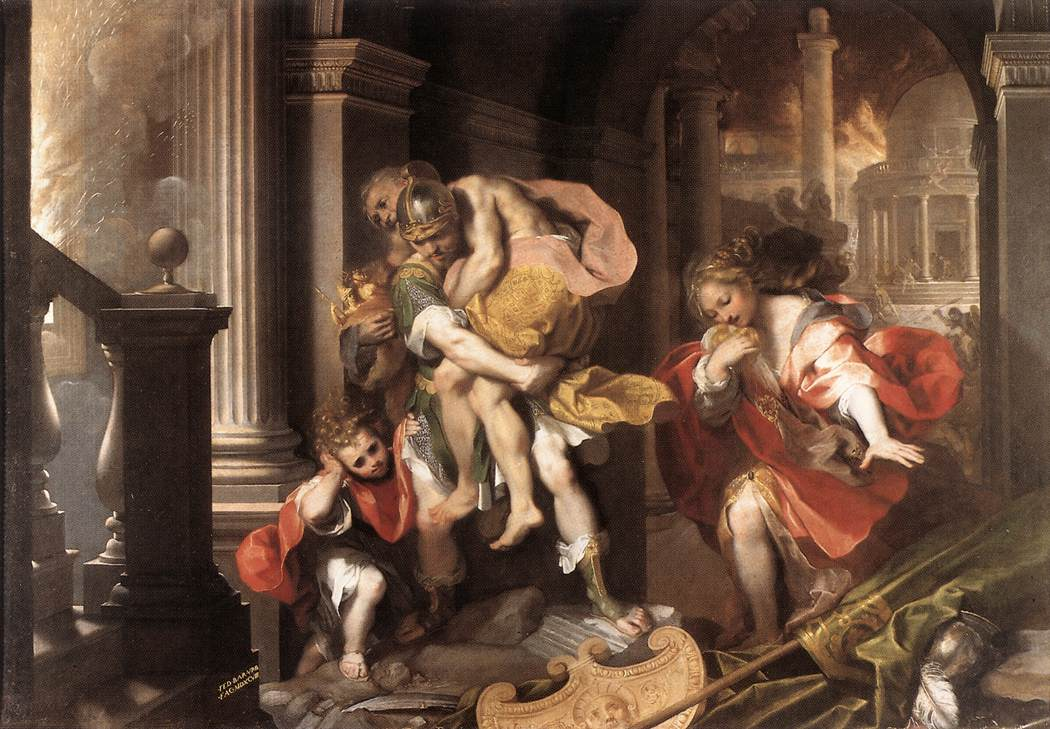
Fuga lui Enea din Troia. Pictură (1598) de Federico Barocci. Galleria Borghese, Roma

Eneida (Aeneis), alcătuită din hexametri în 12 cărți, este considerată epopeea națională a romanilor, bazată pe legenda conform căreia, Enea, erou troian de origine divină (era fiul zeiței Venus), după căderea Troiei și lungi peregrinări, ajuns în Latium pe țărmurile Italiei, fondează o colonie, din care va rezulta mai târziu Roma. Conform legendei, fiul său, Ascanius, va întemeia cetatea Alba Longa. Fiica unui rege al acestei cetăți, Rea Silvia, va da naștere celor doi gemeni, Romulus și Remus, fondatorii Romei.
Cele 12 cărți ale epopeii sunt grupate în două părți:
- Primele șase cărți înfățișează evenimentele care au avut loc în al șaptelea an de rătăciri pe mare. După ce flota lui Enea este aruncată de furtună pe țărmurile Africii, regina Cartaginei, Didona, îi găzduiește pe troieni. Didona se îndrăgostește de Enea, acesta însă - în urma îndemnului lui Jupiter - o părăsește pentru a-și îndeplini menirea întemeierii unui stat înfloritor în Italia. Dezamăgită, Didona se sinucide, înjunghiindu-se cu sabia lui Enea.
- În ultimele șase cărți se povestește debarcarea lui Enea în Italia, la gurile Tibrului. Aici se căsătorește cu Lavinia, fiica regelui din Latium, Latinus. Turnus, conducătorul rutulilor și logodnicul Laviniei, pregătește războiul contra lui Enea. Din această luptă, eroul troian - cu ajutorul lui Jupiter la insistențele lui Venus - iese victorios, apropiindu-se de îndeplinirea misiunii sale istorice.

Virgiliu a murit înainte de a-și desăvârși opera. Augustus a dat ordin legatarilor testamentari ai poetului, Varius și Tucca, să nu distrugă manuscrisul - cum dorise Virgiliu - ci să-l publice ca atare, cu un minimum de prelucrări. Chiar neadusă la perfecțiune, Eneida a fost recunoscută de la început drept una din capodoperele literaturii, alături de epopeile homerice, Iliada și Odiseea, care i-au servit ca model, influențând generațiile ulterioare de scriitori, până în perioada umanismului. A fost modelul lui Dante Alighieri.

## Traduceri în limba română
- Publius Vergilius Maro, traducere G. Coșbuc, Aeneis, București, Editura Librăriei Sfetea, 1896
- Publius Vergilius Maro, traducere Dumitru Murărașu, Eneida, București, Editura de Stat pentru literatură și artă, 1956
- Publius Vergilius Maro (1964), Eneida, Traducere de Eugen Lovinescu, text revăzut, prefață, tabel cronologic, note și indice de Eugen Cizek. Colecția Biblioteca pentru toți, București: Editura pentru Literatură
- Publius Vergilius Maro, traducere Eugen Lovinescu, Eneida, București, Albatros, 1978
- Publius Vergilius Maro, Eneida, Ediție critică, Traducere de George Coșbuc, Ediție îngrijită, note și prefață de Stella Petecel, București, 1980, Editura Univers
- Publius Vergilius Maro, traducere Nicolae Ionel, Eneida, Iași, Institutul European, 1996
- Publius Vergilius Maro, traducere Dan Slușanschi, Eneida, București, Paiadeia, 2000
- M.Dickstein, Eneida lui Virgiliu, Cernăuți, Tipografia Mitropolitului Silvestru, 1932
- Publius Vergilius Maro, traducere G.I. Tohăneanu, Bucolice, Timișoara, Amarcord, 1997
- Publius Vergilius Maro, traducere Theodor Naum, Bucolice, București, Tipografia Sportul, 1922
- Publius Vergilius Maro, traducere Lascăr Sebastian, Bucolice, București, Editura Tineretului, 1963